# Евфант
Евфант (на старогръцки: Εὔφαντος) е древногръцки философ, историк и автор на трагедии от IV век пр. Хр. Споменат само в няколко фрагмента, неговата философска мисъл се свързва с Мегарската школа. Автор е на речта „За царуването“, написана за ученика му цар Антигон, също така и на „Истории“, в които се разказва за събития от неговото време, и на множество неидентифицирани трагедии. Никоя от творбите му не е запазена.

## Антични извори
Споменаванията на Евфант в античната литература са малко – общо шест на брой според един съвременен изследовател, като три от тях са в книгата на Диоген Лаерций „Животът на философите“. Основното свидетелство за Евфант е в параграфа, посветен на Евклид Мегарски и неговите последователи:
| „ | Към школата на Евбулид също така принадлежал Евфант от Олинт, който е написал история на своето време. Освен това той е поет и е написал няколко трагедии, с които печели голяма слава по фестивалите. Той е учител на цар Антигон и му посвещава труда „За царуването“, който бил много популярен. Умира стар. Εὐβουλίδου δὲ καὶ Εὔφαντος γέγονε <γνώριμος> ὁ Ὀλύνθιος, ἱστορίας γεγραφὼς τὰς κατὰ τοὺς χρόνους τοὺς ἑαυτοῦ. Ἐποίησε δὲ καὶ τραγῳδίας πλείους, ἐν αἷς εὐδοκίμει κατὰ τοὺς ἀγῶνας γέγονε δὲ καὶ Ἀντιγόνου τοῦ βασιλέως διδάσκαλος, πρὸς ὃν καὶ λόγον γέγραφε Περὶ βασιλείας σφόδρα εὐδοκιμοῦντα. Τὸν βίον δὲ γήρᾳ κατέστρεψεν. | “ |

В текста по-нататък се загатва и за съществуване на хипотетичен син или ученик:
| „ | …Дифил Босфорски, Евфантов… …Δίφιλον δὲ τὸν Βοσποριανὸν Εὐφάντου… | “ |

И последно Диоген цитира неговите „Истории“:
| „ | Традиционно се разказва, че някой си Есхил, който принадлежал към опозиционната партия, е повдигнал тези обвинения срещу него. Той изглежда се е държал с изключително достойнство по време на посолството при Деметрий по въпроса за Оропос, както разказва Евфант в своите „Истории“. Λόγος δὲ διαβαλεῖν αὐτὸν τῶν ἀντιπολιτευομένων τινὰ Αἰσχύλον. Δοκεῖ δ' ἐμβριθέστατα πρεσβεῦσαι πρὸς Δημήτριον ὑπὲρ τοῦ Ὠρωποῦ, ὡς καὶ Εὔφαντος ἐν Ἱστορίαις μνημονεύει. | “ |

Другите три споменавания са в различни източници. Един откъс от „Гощавка на софисти“ на Атеней цитира също творбата на Евфант „Истории“:
| „ | Евфант в 4 книга от своите „Истории“ казва, че Птолемей, третият с това име, който управлявал Египет, имал ласкател на име Каликрат, който бил толкова безочлив, че не само имал изображение на Одисей на своя пръстен-печат, но и дори нарекъл децата си Телегон и Антиклея. Εὔφαντος δ´ ἐν τετάρτῃ ἱστοριῶν Πτολεμαίου φησὶ τοῦ τρίτου βασιλεύσαντος Αἰγύπτου κόλακα γενέσθαι Καλλικράτην, ὃς οὕτω δεινὸς ἦν, ὡς μὴ μόνον Ὀδυσσέως εἰκόνα ἐν τῇ σφραγῖδι περιφέρειν, ἀλλὰ καὶ τοῖς τέκνοις ὀνόματα θέσθαι Τηλέγονον καὶ Ἀντίκλειαν. | “ |

Името на Евфант е споменато в два от разчетените херкулански папируси. Веднъж в списък на мегарски философи от неидентифициран автор (1112):
| „ | от Мемнон, Алексин, от теб и от Евфант | “ |

Вторият херкулански фрагмент е от трактата на Филодем „За стоиците“ (339 col. 8).
| „ | защото това, което казваме, се потвърждава от Йероним и Евфант Халкидически, както и от Хегемон Атински. | “ |

## Биография
Евфант е роден в Олинт, най-вероятно преди 348 година пр. Хр., когато градът е разрушен от Филип II Македонски, макар че и векове по-късно хора от елинската цивилизация продължават да се наричат олинтци. Диодор Сицилийски упоменава обстоятелства, свързани с разгрома: Филип „превзе Олинт, който се предаде. Войските на Филип ограбиха града и неговите жители са превърнати в роби и се продават като плячка“. За рода на Евфант не се говори, но може да се предположи, че е успял да се спаси от македонската армия, още повече, че никъде не се споменава за негов робски статут.
Евфант става ученик на Евбулид Милетски, без да се знае кога точно. Точното му място в Мегарската школа е неясно. В действителност творбите на Евфант са повече свързани с литературата, отколкото с философията: като писател, според Робер Мюлер, Евфант „изпъква ярко в кулоарите на Мегарската школа“. От друга страна, в единия от фрагментите името на Евфант е поставено редом с тези на Алексин и Евбулид, което предполага, че Евфант играе важна роля в школата: „присъствието на името му редом с имената на Алексин, Евбулид и може би на Стилпон […] показва, че е смятан за философ от ранга на другите цитирани и че заема сходна позиция в школата“. В подкрепа на втората теза идва споменаването на Евфант от Филодем Гадарски в критическия му трактат върху стоицизма, където името на Евфант е употребено като авторитет, редом с Йероним и Хегемон Атински. Но и този пасаж е твърде непълен, за да може да се определи с точност приносът на Евфант.
Евфант е продуктивен около 320 година пр. Хр. Става популярен в 307 или 306 година пр. Хр. и е съвременник и свидетел на управлението на Птолемей I, който поема властта в 305 година пр. Хр.
Написва творбата си „Истории“ (на старогръцки: Ἱστορίαι), която се състои от най-малко 4 книги и се отнася до съвременни на Евфант събития. Диоген Лаерций цитира „Истории“ при описанието на посолството на Менедем Еретрийски при Деметрий I Полиоркет. Атеней също споменава това произведение във връзка с Птолемей III, но според някои учени погрешно и става въпрос за Птолемей I. Тъй като управлението на Птолемей III започва в 246 година пр. Хр., което е около век след приблизителното рождение на Евфант, според Робер Мюлер не е възможно Евфант да е направил такава хроника. Цитатът от Евфант в Атеней разделя научната общност относно хронологията на събитията – съществува спор относно това дали Евфант е съвременник на Птолемей I или III. След като прави преглед на различните мнения, Уилям Тарн привежда свои доказателства за πρώτου (първи), свързвайки останалата част от фрагмента с биографията на Птолемей I, но и неговите аргументи се оспорват.
Възможно е Атеней да има предвид друг Евфант – Евфант Египетски, автор на превод на египетска молитва, цитиран от Порфирий. Според някои източници е възможно Евфант Египетски и Евфант Олинтски да са един и същ човек, но тъй като се знае твърде малко за Евфант Египетски, той не може да се ситуира добре във времето за по-сигурна идентификация.
В края на IV век пр. Хр. Евфант е назначен за наставник на цар Антигон, на когото посвещава речта си „За царуването“ (на старогръцки: Περὶ βασιλείας) и според думите на Лаерций тя била „много популярна“. Антигон е идентифициран от повечето изследователи като Антигон II Гонат, роден около 320 година пр. Хр. Предполага се, че той е бил първият му учител по философия, когато Антигон е на 13 години. Други обаче идентифицират ученика му като Антигон III Досон (263 – 221 г. пр. Хр.), като това е мнението и на Богдан Богданов.
Непълното свидетелство на Филип Мегарски, цитирано от Диоген Лаерций, съобщава за Дифил Босфорски, вероятно син или ученик на Евфант. Вероятно Дифил изоставя обучението на Евфант и става ученик на Стилпон.
Към творчеството му трябва да се добавят множество трагедии, играни по време на състезания, които според Диоген Лаерций му спечелват известност при провеждането на публични състезания.
Датата на смъртта на Евфант е неизвестна. Диоген Лаерций дава неясното определение, че „умира стар“. Според Робер Мюлер споменаването на посолството на Менедем Еретрийски в творбата му „Истории“ логично предполага, че Евфант умира след 292 година пр. Хр. Според други източници Евфант умира след 276 година пр. Хр.

## Цитирана литература

### Антични извори
- Диоген, Лаерций. Животът на философите.   София, Планета 3, 2002. ISBN 9789549926761. (преводът е със съкращения, но пълният текст е свободно достъпен на други езици, както и в оригинал: Διογένης, Λαέρτιος. Βίοι και γνώμαι των εν φιλοσοφία ευδοκιμησάντων.   Oxford, ed. H. S. Long, 1964.)

- Athénée. Les Deipnosophistes.   Paris, Les Belles Lettres, 1956. ISBN 2-251-00068-2.
- Diodore de Sicile. Bibliothèque historique, t. 1 – 14, Fragments. Livre XXI-XXVI.   Paris, Les Belles Lettres, Collection des universités de France.
- Papyri Herculanenses, 1112, fr. 2 и 339, col. 8.[неработеща препратка] (Филодем от Гадара, За стоиците)

### Съвременни изследвания
- Богданов, Богдан. Литература на елинизма.   София, Анубис, 1999. с. 57.
- Döring, Klaus. Die Megariker. Kommentierte Sammlung der Testimonien.   Amsterdam, Grüner, 1971. с. 321 – 366.
- Muller, Róbert. Les Mégariques, fragments et témoignages.   Paris, Vrin, 1985. ISBN 2-7116-0887-5.
- Muller, Róbert. « Euphante d'Olynthe », dans Richard Goulet (dir.), Dictionnaire des philosophes antiques, t. III.   Paris, CNRS éditions, 2000. с. 334 – 335.
- Peremans, William. Prosopographia Ptolemaica: L'administration civile et financière, no. 1 – 1824. Studia Hellenistica.   Bibliotheca universitatis, Université catholique de Louvain (1835 – 1969), 1968.
- Rajak, Tessa. Jewish Perspectives on Hellenistic Rulers.   London, University of Californa Press, 2007.
- Tarn, W. Two Notes on Ptolemaic History in The Journal of Hellenic Studies.   London, Council of the Society, 1933. с. 57 – 68, vol. 53 – 54.

### Други източници
- Philodème de Gadara, Les Stoïciens, in D. Delattre-J. Pigeaud (éds), Les Épicuriens, Gallimard: Paris, 2010, p. 727 – 733
- Collins, Nina L. The Various Fathers of Ptolemy I //  Mnemosyne vol.50.   1997. p. 436 – 76. (на английски)
- Dorandi, Tiziano. Chapter 2: Chronology, in Algra et al. The Cambridge History of Hellenistic Philosophy.   Cambridge, 1999. (на английски)
- Fortenbaugh, William W. Lyco of Troas and Hieronymus of Rhodes.   New Jersey, Rutgers University Studies in Classical Humanities, 2004. ISBN 0-7658-0253-8. p. 56. (на английски)
- Hornblower S. et al. (eds.). The Oxford Classical Dictionary.   Oxford, Oxford University Press, 2012. p. 550. (на английски)
- Laertius, Diogenes. Lives of the Eminent Philosophers, Book II.   translated by Robert Drew Hicks, Loeb Classical Library, 1925. (на английски)
- Lancelot Voisin de La Popelinière. L'histoire des histoires.   Paris, 1599. p. 182. (на френски)
- Lemprière, John. A Classical Dictionary.   London, 1839. (на английски)
- Lemprière, John. Bibliotheca Classica.   New York, William E. Dean, 1853. p. 443. (на английски)
- Mallet, Charles Auguste. Histoire de l'école de Mégare et des écoles d'Élis et d'Érétrie.   Paris, Maire-Nyon, 1845. p. 9406. (на френски)
- Orrieux, Claude et Pauline Schmitt-Pantel. Histoire grecque.   Paris, PUF, 2004. ISBN 9-782130-543237. p. 331. (на френски)
- Panagopoulou, Katerina. Encyclopaedia of the Hellenic World, Asia Minor. Antigonous II Gonatas.   Foundation of the Hellenic World, 2007. (на английски)